# مهین افشارجعفری
مهین افشار جعفری  (۱۳۰۴-؟ مشهد) نماینده بیست‌و‌چهارمین دوره مجلس شورای ملی و عضو حزب ایران نوین در دوره پهلوی بود.

## زندگی‌نامه و فعالیت تجاری
نام پدرش محمد جعفر بود. تحصیلات ابتدایی را بنا به اقتضای شغل پدرش که ریاست اداره کل راه مشهد را برعهده داشت، در مشهد گذراند و آن‏گاه به تحصیل ‏در دبیرستان امریکایی تهران پرداخت. تا دهم متوسطه تحصیل کرد و پس از آن به خدمات اجتماعی روی آورد 

## فعالیت‌های سیاسی
- عضویت در حزب ایران نوین
- با توجه به سابقه عضویت در حزب ایران نوین و با تأسیس حزب رستاخیز، در بیست ‏وچهارمین دوره مجلس شورای ملی به نمایندگی از مردم مشهد به ‏مجلس راه یافت.
- پس از پیروزی انقلاب در ۲۵ بهمن ماه دستگیر و پس از تحمل چند ماه حبس، آزاد شد.‏ [۳]

## فعالیت‌های اجتماعی
افشار در مشاغلی چون تشریفات جمعیت خیریه فرح پهلوی، خزانه‌داری سازمان زنان مشهد، انجمن شهرستان سرخس، ریاست جمعیت شیر و خورشید سرخس، هیئت‌مدیره شرکت اتوبوس‌رانی مشهد، مدیرعاملی مرکز تفریحی و تربیتی کودکان مشهد و ریاست امور اجتماعی شیر و خورشید خراسان فعالیت نمود. 